# Calle de París (Barcelona)

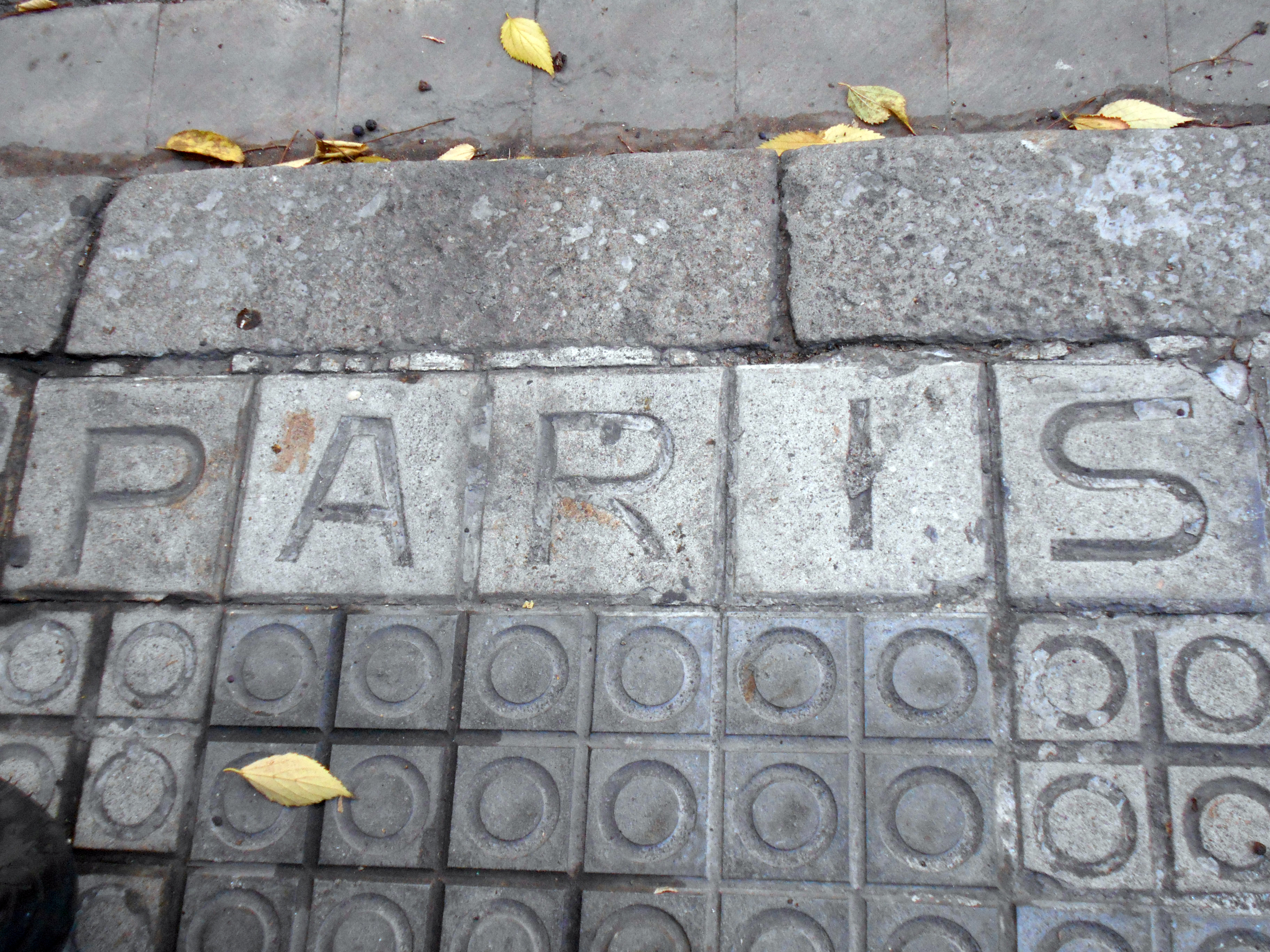
Nombre de la calle en el pavimento.

La calle de París es una calle del Ensanche de Barcelona. Recibe su nombre por París, ciudad que es capital de Francia. Su nombre actual fue aprobado el 29 de marzo de 1922 y anteriormente se había llamado calle de la Industria y calle de Miguel Hidalgo y Costilla, considerado Padre de la Patria de México. Limita al norte con la calle de Londres y al sur con la calle de Córcega.

## Residentes ilustres
- Domenec Pastor Petit (1927-2014) Historiador, especializado en espionaje